# هوندا تورنئو

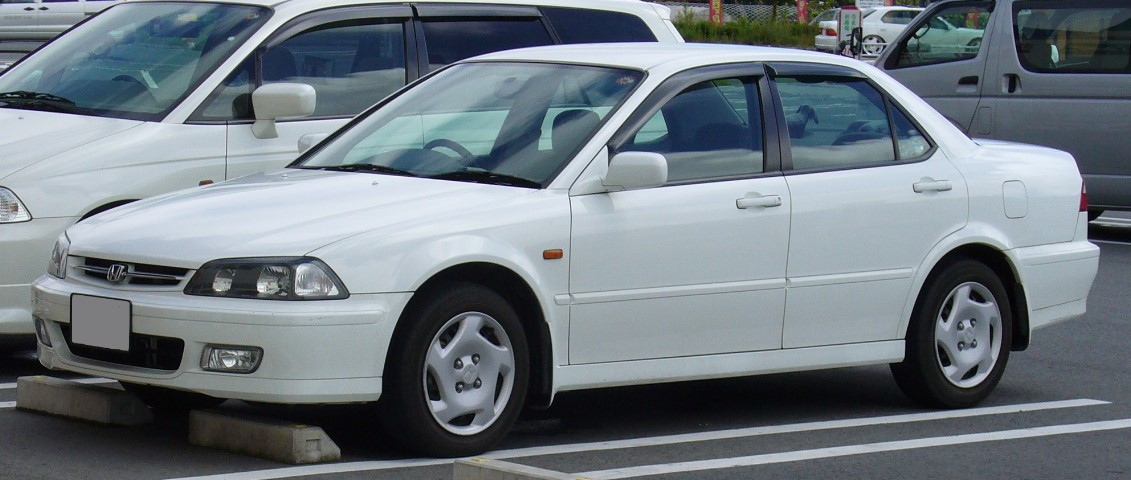

هوندا تورنئو (به انگلیسی: Honda Torneo) خودرویی است که در سال‌های ۱۹۹۷  تا ۲۰۰۲ توسط شرکت خودروسازی ژاپنی هوندا تولید شده‌است.
طراحی آن موتور جلو-محور جلو بوده و طول آن در حالت طبیعی ۴٬۶۸۰ میلیمتر (۱۸۴٫۳ اینچ)، عرض آن در حالت طبیعی ۱٬۷۲۰ میلیمتر (۶۷٫۷ اینچ)، ارتفاع آن در حالت طبیعی ۱٬۴۴۰ میلیمتر (۵۶٫۷ اینچ) و وزن آن در حالت طبیعی ۱٬۳۹۰ کیلوگرم (۳٬۰۶۰ پوند) است. سیستم جعبه‌دندهٔ آن به دو صورت ۴ دندهٔ خودکار و ۵ دندهٔ دستی است.